# Parastalita
Parastalita stygia es una especie de araña araneomorfa de la familia Dysderidae. Es la única especie del género monotípico Parastalita. 

## Distribución
Es originaria de Bosnia y Herzegovina, en Croacia y en Eslovenia.